# Constantin Louis Sonneck
Pour les articles homonymes, voir Sonneck.
Constantin Louis Sonneck (arabe : قسطنطين لويس سونك), né en 1849 et mort en 1904, est un militaire français, arabisant, qui fut interprète de l'armée d'Afrique en poste en Algérie sous domination française, puis professeur d'arabe à l'École coloniale. Il a recueilli et publié des chants populaires en arabe maghrébin (melhoun) et leur traduction en français.

## Biographie
Constantin Louis Sonneck est né le 14 mai 1849,, à Paris d'un père inconnu et d'Emma Césarine Sonneck, rentière. Avec sa mère, il quitte la rue de Beaune pour s'installer peu de temps après sa naissance en Algérie. Il y devient interprète militaire à partir de 1867 et change à de multiples reprises d'affectation,, (Draâ El Mizan, Boughar, Laghouat, Ténès, Sétif, Bou Saâda, Cherchell, Aumale, Dellys, Alger, Miliana, Constantine, Blida).
Il meurt le 1er décembre 1904 au Val-de-Grâce à Paris des suites d'un empoisonnement au gaz.

## Critique
Concernant l'ouvrage Chants arabes du Maghreb :

« L'ouvrage de Sonneck est une référence incontournable par le volume de son corpus, par sa diversité (il englobe pratiquement l'ensemble de la littérature orale du Maghreb), par le travail sur la langue (traduction et glossaire). Il est malheureusement amputé de l'étude que l'auteur, surpris par la mort, n'a pu mener à bien. »

## Distinctions
- Officier de l'ordre des Palmes académiques (« officier d'académie ») (9 juillet 1888)
- Officier de l'ordre des Palmes académiques (« officier de l'instruction publique ») (19 juillet 1897)
- Chevalier de la Légion d'honneur (4 mai 1889)
- Officier de la Légion d'honneur (11 juillet 1900)
- Commandeur du Nichan Iftikhar (7 janvier 1897)
- Médaille coloniale (Algérie) (1er septembre 1894)
- Officier de ordre de l'Étoile d'Anjouan (février 1898)
- Commandeur de l'ordre du Dragon d'Annam (14 mai 1899)

## Publications
- Constantin Louis Sonneck, « Six chansons arabes en dialecte maghrébin », Journal asiatique, 9e série, vol. XIII–XIV,‎ mai – octobre 1899 :
  - vol. XIII, no 3, mai – juin 1899, p. 471–520 [lire en ligne]
  - vol. XIV, no 1, juillet – août 1899, p. 121–156 [lire en ligne]
  - vol. XIV, no 2, septembre – octobre 1899, p. 223–257 [lire en ligne]

repris dans (en) Moorish Literature, Comprising Romantic Ballads, Tales of the Berbers, Stories of the Kabyles, Folk-Lore, and National Traditions (trad. Chauncey C. Starkweather, préf. Epiphanius Wilson), New York, The Colonial Press, 1901, « Poems of the Maghreb », p. 182–212 [lire en ligne].
- Constantin Louis Sonneck, Chants arabes du Maghreb : Étude sur le dialecte et la poésie populaire de l'Afrique du nord [« الديوان المغرب في أقوال عرب إفريقية والمغرب, al-Dīwān al-Maghrib fī aqwāl ʻArab Ifrīqīyah wa-al-Maghrib »], Paris, Maisonneuve / Guilmoto,‎ 1902–1906 :
  - vol. I : Texte arabe, 1902, 224 p. [lire en ligne]
  - vol. II, t. 1 : Traduction et notes, 1904, 340 p.
  - vol. II, t. 2 : Introduction et glossaire, achevé par Octave Houdas, 1906, 121 p.